# Junkers Jumo 222
Юнкерс Юмо 222 (нем. Junkers Jumo 222) — немецкий поршневой авиационный двигатель водяного охлаждения высокой мощности. Имел звездообразную схему расположения цилиндров. Он был разработан фирмой «Юнкерс» под руководством Фердинанда Бранднера.
Расчетная мощность двигателя, в сравнении с имевшимися на тот момент аналогами, была такова, что многие проекты военных самолётов Люфтваффе разрабатывались под этот двигатель. По крайней мере, в качестве варианта. Под этот двигатель была ориентирована вся программа бомбардировщиков серии B, которая должна была заменить весь существующий парк бомбардировочной авиации Люфтваффе.
Проект таки и не был доведен до серийного производства даже после нескольких лет интенсивной разработки и нескольких кардинальных изменений конструкции. Этот провал привел к закрытию программы бомбардировщика серии В, оставив Люфтваффе с морально устаревшими бомбардировщиками во второй половине войны.

## История создания
Разработка Jumo 222 начались в 1937 году. Двигатель имел компоновку с шестью рядами цилиндров, расположенными под равными углами вокруг картера. Каждый ряд насчитывал по четыре цилиндра. Из-за особенностей конструкции Jumo 222 можно спутать с радиальным двигателем, но это сходство ошибочно. Четырёхцилиндровая модульная конструкция также породила более короткую (примерно на 80 см) и большую в поперечном сечении цилиндрическую форму мотогондолы, схожую по конструкции с используемой на Ju 88A. Такая конструкция позволяла использовать кольцевой радиатор увеличенного диаметра, предназначенного как для Jumo 222,так и для спаренной силовой установки Юнкерса Ju 288.

## Модификации
Ни одна из созданных модификаций Jumo 222 не была запущена в серийное производство.
- Jumo 222 A/ B-1. Базовая версия.
- Jumo 222 A/ B-2. Увеличенный вариант.
- Jumo 222 A/ B-3. Доработанный вариант A/ B-2.
- Jumo 222C/ D. Дополнительно увеличенный вариант.
- Jumo 222 E/ F. Конструктивно близок к A / B-1, с двухступенчатым двухскоростным нагнетателем. Рабочая высота 9400 м.
- Jumo 222 turbo. Сконструирован по схеме A / B-3, с улучшенным охлаждением. Расчетная высота 12,300 м. Мощность 2400 л. с. при 3200.
- Jumo 222 G / 225. Увеличенная версия с 6 × 6 = 36 цилиндрами и нагнетателем.

## Применение
Предполагалось использование Jumo 222 на следующих самолётах:
- Dornier Do 335 (в поршневом варианте устанавливался на место заднего двигателя).
- Focke-Wulf Fw 300
- Heinkel He 219B & -C
- Heinkel He 277
- Hütter Hü 211
- Junkers Ju 288
- Arado E 340
- Focke-Wulf Fw P.195

## Технические характеристики
| Параметра | Диаметр, мм | Ход поршня, мм | Объём, л | Длина, мм | Диаметр, мм | Сухой вес, кг | Макс. мощность, КВт | Рабочая мощность, КВт | Обороты в минуту |
| --------- | ----------- | -------------- | -------- | --------- | ----------- | ------------- | ------------------- | --------------------- | ---------------- |
| Значение  | 135         | 135            | 46.5     | 2400      | 1160        | 1088          | 1838                | 1397                  | 3200             |